# Nicolas de Saint-Hubert
Pour les articles homonymes, voir Saint-Hubert.
Œuvres principales
De la manière de composer et faire réussir les ballets
Nicolas (ou Michel ?) de Saint-Hubert est un danseur et théoricien de la danse français du XVIIe siècle.
Probablement maître à danser de Louis XIII, il est l'auteur du traité De la manière de composer et faire réussir les ballets (1641), dont on ne connaît que deux exemplaires : l'un est conservé à la Bibliothèque Mazarine, l'autre au Conservatoire royal de Liège. L'ouvrage a été réimprimé en fac-similé à Genève, chez Minkoff, en 1993.
Premier ouvrage du genre, rédigé vraisemblablement par un danseur et non par un compositeur de ballets, ce traité examine les questions techniques de l'élaboration et de l'exécution d'un ballet et en dégage les caractéristiques principales. L'auteur détermine également des typologies (« petits », « beaux » et « grands » ballets ; ballets « sérieux » et « grotesques ») et s'attarde sur les costumes et les machines. Il insiste sur la nécessité d'un concepteur général du ballet, une sorte de chorégraphe avant la lettre.